# I. e. 441
Évszázadok: i. e. 6. század – i. e. 5. század – i. e. 4. század
Évtizedek: i. e. 490-es évek – i. e. 480-as évek – i. e. 470-es évek – i. e. 460-as évek – i. e. 450-es évek – i. e. 440-es évek – i. e. 430-as évek – i. e. 420-as évek – i. e. 410-es évek – i. e. 400-as évek – i. e. 390-es évek
Évek: i. e. 446 – i. e. 445 – i. e. 444 – i. e. 443 –  i. e. 442 – i. e. 441 – i. e. 440 – i. e. 439 – i. e. 438 – i. e. 437 – i. e. 436

## Események
- Római consulok: C. Furius Pacilus Fusus és M'. (vagy M.) Papirius Crassus